# Hofmeyria
Hofmeyria es un género de terápsidos terocéfalos.